# Edmund Bembnista
Edmund Bembnista (ur. 20 października 1883 w Nowym Mieście Lubawskim, zm. w maju 1954 w Środzie)  − kupiec, adiutant baonu średzkiego, porucznik. W armii niemieckiej walczył na kilku frontach, był ranny, awansował na sierżanta. Organizator powstania wielkopolskiego w Środzie. Był w latach 1933-1939 prezesem Bractwa Kurkowego w Środzie i Królem Kurkowym. Podczas niemieckiej okupacji ukrywał się, aresztowany pod fałszywym nazwiskiem był więziony w Żabikowie.
W Środzie Wielkopolskiej znajduje się ulica Edmunda Bembnisty.